# Диденко, Николай Селиверстович
Никола́й Селиве́рстович Диде́нко (24 мая 1924, Кронштадтка, Спасский уезд, Приморская губерния, СССР — 5 января 1988, Партизанск, Приморский край, СССР) — советский военнослужащий. В Рабоче-крестьянской Красной Армии и Советской Армии служил с 1943 по 1946 год. Участник Великой Отечественной войны. Полный кавалер ордена Славы. Воинское звание — старшина.

## Биография

### До призыва на военную службу
Николай Селиверстович Диденко родился 24 мая 1924 года в селе Кронштадтка Спасского уезда Приморской губернии РСФСР СССР (ныне село Спасского района Приморского края Российской Федерации) в семье рабочего. Украинец. Окончил шесть классов неполной средней школы в 1940 году и школу фабрично-заводского обучения в Сучане в 1941 году. Трудовую деятельность начал электрослесарем на одной из шахт Сучанского каменноугольного бассейна, но уже вскоре был задержан вохровцами на проходной предприятия при попытке вынести с шахты небольшой кусок транспортёрной ленты, который он хотел использовать для подшивки валенок. На начало Великой Отечественной войны находился в местах лишения свободы. Зимой 1943 года в числе заключённых, изъявивших желание сражаться за Родину, по приказу командующего Дальневосточным фронтом генерала армии И. Р. Апанасенко был освобождён из лагеря и после непродолжительной военной подготовки через Первореченский районный военкомат города Владивостока с маршевой ротой ушёл на фронт.

### На фронтах Великой Отечественной войны
В боях с немецко-фашистскими захватчиками Н. С. Диденко с марта 1943 года на Юго-Западном фронте в должности номера артиллерийского расчёта 333-го артиллерийского полка 152-й стрелковой дивизии. Боевое крещение принял в оборонительных боях на реке Северский Донец в районе города Изюма. В мае 1943 года (по другим данным, с сентября 1943 года) при наборе в дивизионную разведку вызвался добровольцем и был переведён в 102-ю отдельную разведывательную роту старшего лейтенанта Г. А. Евстафьева. Свой первый поход к переднему краю противника за «языком» Николай Селиверстович запомнил хорошо. На задание отправился в паре с опытным разведчиком. Ещё из своего окопа приметили блиндаж, где немцы оборудовали пулемётную точку и почти непрерывно вели неприцельный, но интенсивный огонь по разделительной полосе. Здесь и решили брать контрольного пленного. Тёмной ночью ползком через поле они подобрались к немецким траншеям, сняли часового, после чего ворвались в блиндаж и, скрутив немецкого пулемётчика, поволокли его на свою сторону, прихватив в качестве трофея пулемёт. В первый раз всё прошло гладко, но так было далеко не всегда. Григорий Алексеевич Евстафьев уже после войны вспоминал:

Мне за годы войны ночной поиск приходилось возглавлять более 100 раз. 74 из них считались удачными. Пленные брались, приказ выполнялся. Но только 5 поисков из 74 были проведены абсолютно без потерь. В остальных «удачных» поисках мы имели в группах раненых или убитых. Хотя неудачником я отнюдь не считался— Из воспоминаний командира 102-й отдельной разведроты Г. А. Евстафьева
К осени 1943 года красноармеец Н. С. Диденко принимал участие в нескольких рейдах за линию фронта и операциях по захвату контрольных пленных. Во время тактических разведок, которые рота осуществляла при проведении Донбасской и Днепропетровской операций, он «показал себя как смелый разведчик». Но особенно Николай Селиверстович проявил себя во время подготовки Никопольско-Криворожской операции.

### Орден Славы III степени
К началу 1944 года под контролем противника на левом берегу Днепра оставался единственный плацдарм в районе Никополя. Находившиеся здесь месторождения марганца имели для Германии стратегическое значение, поэтому бои на этом направлении носили особенно упорный характер. В начале января Ставка поставила перед войсками 3-го и 4-го Украинских фронтов задачу ликвидировать очаг сопротивления немцев. Началась разработка операции по разгрому никопольско-криворожской группировки противника, в связи с чем активизировалась работа фронтовых разведок. 7 января группа разведчиков 102-й отдельной разведывательной роты получила задачу провести разведку боем и захватить контрольного пленного в районе населённого пункта Лысая Горка, находившегося перед фронтом 152-й стрелковой дивизии и превращённой немцами в опорный пункт обороны. В группу захвата под командованием младшего сержанта И. Е. Парахина, которой предстояло непосредственно вести бой в немецких траншеях, вошли опытные бойцы красноармейцы Н. С. Диденко, А. А. Кучеренко и Н. М. Савченко. Как только разведчики скрытно приблизились к переднему краю немцев и заняли исходную позицию, группа обеспечения, которой командовал старший сержант М. В. Кольцов, открыла шквальный автоматный огонь по вражеским позициям. Под прикрытием своих боевых товарищей группа Парахина стремительным броском ворвалась в немецкую траншею и завязала ближний бой с численно превосходящим противником. В ходе ожесточённой схватки, продолжавшейся более получаса, разведчики группы захвата уничтожили две пулемётные точки и до 40 военнослужащих вермахта. Лично красноармеец Диденко истребил семь немецких солдат и одного снайпера. Взяв «языка», группа захвата быстро эвакуировала его на свою территорию. Попытки неприятеля организовать погоню были успешно пресечены бойцами старшего сержанта Кольцова. Всего в бою у Лысой Горки противник потерял до роты солдат. Пленный немец впоследствии дал ценную информацию о численности и боевом составе противостоявших дивизии немецких войск, их резервах и оперативных задачах. За образцовое выполнение боевого задания командования и проявленную при этом воинскую доблесть приказом от 23 января 1944 года красноармеец Н. С. Диденко был награждён орденом Славы 3-й степени (№ 114).

### Орден Славы II степени
31 января 1944 года войска 3-го Украинского фронта перешли в наступление в рамках Никопольско-Криворожской операции. Прорвав сильно укреплённую и глубокоэшелонированную оборону противника в районе посёлка Девладово, подразделения 152-й стрелковой дивизии развили стремительное наступление на апостоловском направлении. Со взятием советскими войсками города Апостолово немецкие войска, под ударами Красной Армии отступавшие с никопольского плацдарма на правый берег Днепра, оказались перед угрозой полного окружения. Под контролем немцев оставалась только идущая вдоль Днепра дорога из Никополя на Дудчаны, и чтобы удержать её 11 февраля немецкое командование нанесло мощный контрудар в стык 8-й гвардейской и 46-й армий силами двух танковых и четырёх пехотных дивизий. 13 февраля группировке противника численностью до двух батальонов пехоты удалось обойти с фланга позиции 152-й стрелковой дивизии и закрепиться в южной части села Первомайское. На ликвидацию немецкого прорыва были брошены бойцы 646-го стрелкового полка и 102-й отдельной разведывательной роты. Очищая от немцев дом за домом, улицу за улицей, разведчики и пехотинцы выбили противника из Первомайского. Неприятель попытался закрепиться на окраине села, но советские бойцы пошли в рукопашную. В ожесточённой схватке красноармеец Н. С. Диденко, демонстрируя образцы мужества и отваги, уничтожил вражеский пулемётный расчёт, и развернув трофейный МГ-42 в сторону неприятеля, истребил 13 немецких солдат. Силы врага были полностью разгромлены и обращены в бегство. За отличие в бою приказом от 2 апреля 1944 года Николай Селиверстович был награждён орденом Славы 2-й степени (№ 2487).

### Орден Славы I степени
Весной-летом 1944 года, сражаясь на 3-м Украинском, а затем 1-м Белорусском фронтах, красноармеец Н. С. Диденко принимал участие в освобождении Правобережной Украины, юго-западных районов Белоруссии и восточных районов Польши. В ходе боевых операций Николай Селиверстович был несколько раз ранен, но быстро возвращался в строй. С начала августа 1944 года 152-я стрелковая дивизия гвардии полковника А. Т. Кузина вела ожесточённые бои на подступах к Варшаве. Противник сконцентрировал на этом направлении крупные силы и оказывал ожесточённое сопротивление. Командованию дивизии, которой предстояло прорвать оборону немцев и выйти на рубеж реки Западный Буг северо-восточнее Варшавы, нужны были оперативные данные о противостоявших ей частях противника. 13 августа перед бойцами 102-й отдельной разведроты была поставлена задача взять контрольного пленного в районе населённого пункта Вуйты (Wójty, ныне Воломинский повят Мазовецкого воеводства Польши). Для этого была сформирована разведгруппа под командованием сержанта Н. И. Чеботарёва, в состав которой был включён и красноармеец Н. С. Диденко. С наступлением темноты разведчики начали выдвижение к переднему краю противника. Перемещаясь ползком по заполненной водой канаве, они смогли незаметно приблизиться к немецким позициям. Когда до вражеских траншей осталось всего 4-5 метров, разведчики Миков и Диденко по приказу командира группы бросились на немецкого солдата, стоявшего на посту. Однако часовой успел среагировать и нажал на курок. Николай Селиверстович был ранен в левую руку, а в это время ефрейтор Миков в траншее уже вёл неравный рукопашный бой с двумя немецкими солдатами. Пётр Семёнович наверняка бы погиб, но на помощь ему бросился раненый Диденко. Спрыгнув в траншею, Николай Селиверстович выстрелом из нагана убил одного из немцев, чем спас жизнь своему боевому товарищу. В это время к месту схватки подоспели сержант Ращупкин и красноармеец Нерада, которые помогли скрутить «языка» и выволочь его из траншеи. Контрольный пленный был доставлен в расположение части и дал ценные сведения о противнике. Несколькими днями позже командир роты гвардии старший лейтенант И. К. Солдатенков за образцовое выполнение боевого задания командования и проявленные при этом отвагу и мужество представил красноармейца Н. С. Диденко к ордену Отечественной войны 1-й степени, но решением командующего 128-м стрелковым корпусом генерал-майора П. Ф. Батицкого представление было заменено на орден Славы 1-й степени. Высокая награда за номером 134 была присвоена Николаю Селиверстовичу указом Президиума Верховного Совета СССР от 24 марта 1945 года.

### На заключительном этапе войны
Пока заживала рука, Николай Селиверстович не терял времени даром. Он прошёл обучение в дивизионной разведшколе, получил звание сержанта. В октябре 1944 года 152-я стрелковая дивизия в составе 28-й армии была переброшена на 3-й Белорусский фронт и принимала участие в Гумбиннен-Гольдапской операции. К началу 1945 года на боевом счету Диденко значилось уже более сотни уничтоженных солдат противника и 28 захваченных пленных. Перед началом Восточно-Прусской операции ему было присвоено звание старшего сержанта, а уже во время боёв в Восточной Пруссии он принял под командование взвод 102-й отдельной разведывательной роты. В сражении на кёнигсбергском направлении и в ходе ликвидации хейльсбергской группировки противника старший сержант Н. С. Диденко неоднократно демонстрировал образцы мужества, воинской доблести и отваги. Так, 21 января он действовал в составе разведгруппы старшего сержанта С. Н. Гайманова, которая двигалась впереди боевых порядков пехоты с задачей ведения разведки и захвата контрольных пленных. Разведчикам удалось скрытно выйти во фланг немецкой обороны восточнее Прейсиш-Эйлау в районе высоты 69,2. Используя фактор внезапности, разведгруппа атаковала немецкие позиции, и вызвав панику в стане врага, обратила его в бегство. В ходе боя Николай Селиверстович лично истребил 5 немецких солдат и захватил «языка». 13 февраля во время штурма опорного пункта немцев в посёлке Хуссенен противник предпринял контратаку и начал стремительно обходить с правого фланга боевые порядки дивизии. Старший сержант Диденко со своим взводом быстро занял оборону и отбил контратаку, лично уничтожив при этом 8 немецких солдат и ещё 5 взяв в плен. 18 февраля, во время наступления дивизии севернее города Цинтен, при контратаке неприятеля взвод Диденко оказался в оперативном окружении, но Николай Селиверстович не растерялся. Пробившись к городской окраине, он со своими бойцами захватил два крайних дома, где держал оборону до подхода основных сил дивизии, уничтожив при этом до 20 военнослужащих вермахта. 28 февраля продвижение стрелковых подразделений западнее Цинтена было остановлено шквальным пулемётным огнём, который противник вёл из каменной усадьбы господского двора Лемкюнен. Старший сержант Диденко с тремя бойцами сумел подобраться к зданию, и ворвавшись внутрь, уничтожил огневую точку. При зачистке населённого пункта силами разведвзвода Диденко в плен было взято 37 немецких солдат.
В апреле 1945 года 152-я стрелковая дивизия была переброшена на 1-й Украинский фронт. В последние дни войны Н. С. Диденко участвовал в штурме Берлина и марше на Прагу. Боевой путь он завершил на территории Чехословакии. Всего за время службы в разведке Николай Селиверстович принимал участие в 71 боевой операции, захватил 76 «языков», шесть раз был ранен.

### После войны
После окончания Великой Отечественной войны Н. С. Диденко оставался на военной службе до 1946 года. Демобилизовался Николай Селиверстович в звании старшего сержанта. Позднее ему было присвоено звание старшины в отставке. Вернувшись в Сучан (с 1972 года — город Партизанск), Диденко много лет работал буровым мастером Сучанской комплексной экспедиции, затем трудился бурильщиком в Южной геологоразведочной партии треста «Дальвостокуглеразведка». За многолетний добросовестный труд был отмечен орденом Трудового Красного Знамени и медалью «За трудовое отличие». После выхода на пенсию активно участвовал в патриотическом воспитании молодёжи. В 1985 году представлял Приморский край на параде в ознаменование 40-летия Победы в Великой Отечественной войне, который проходил на Красной площади в Москве. Умер Николай Селиверстович 5 января 1988 года. Похоронен на Центральном кладбище города Партизанска.

## Награды
- Орден Красного Знамени (02.04.1945)[16]
- Орден Отечественной войны 1-й степени (06.04.1985)[21]
- Орден Трудового Красного Знамени[7][18]
- Орден Красной Звезды (11.02.1945)[15]
- Орден Славы 1-й степени (24.03.1945)[14]
- Орден Славы 2-й степени (02.04.1944)[8]
- Орден Славы 3-й степени (23.01.1944)[11]
- Медали, в том числе:

Медаль «За трудовое отличие»
Медаль «В ознаменование 100-летия со дня рождения Владимира Ильича Ленина»
Медаль «За победу над Германией в Великой Отечественной войне 1941—1945 гг.»
Юбилейная медаль «Двадцать лет Победы в Великой Отечественной войне 1941—1945 гг.»
Медаль «За взятие Кёнигсберга»
Медаль «За взятие Берлина»

## Память
Мемориальная доска в честь Н. С. Диденко установлена на здании ГОУ НПО «Профессиональное училище № 17» в городе Партизанске.

## Документы
- Общедоступный электронный банк документов «Подвиг Народа в Великой Отечественной войне 1941—1945 гг.» Дата обращения: 9 августа 2014. Архивировано из оригинала 30 октября 2018 года. Номера в базе данных:

Орден Красного Знамени (архивный реквизит 29983793).
Орден Отечественной войны 1-й степени (архивный реквизит 1515118271).
Орден Красной Звезды (архивный реквизит 37977411).
Орден Славы 1-й степени (архивный реквизит 46541936).
Орден Славы 2-й степени (архивный реквизит 33467912).
Орден Славы 3-й степени (архивный реквизит 20160513).
- Обобщенный банк данных «Мемориал». Дата обращения: 9 августа 2014. Архивировано из оригинала 1 сентября 2017 года.

Учётная карточка захоронения 25-319.
Схема захоронения 25-319.